# Fundação Findhorn

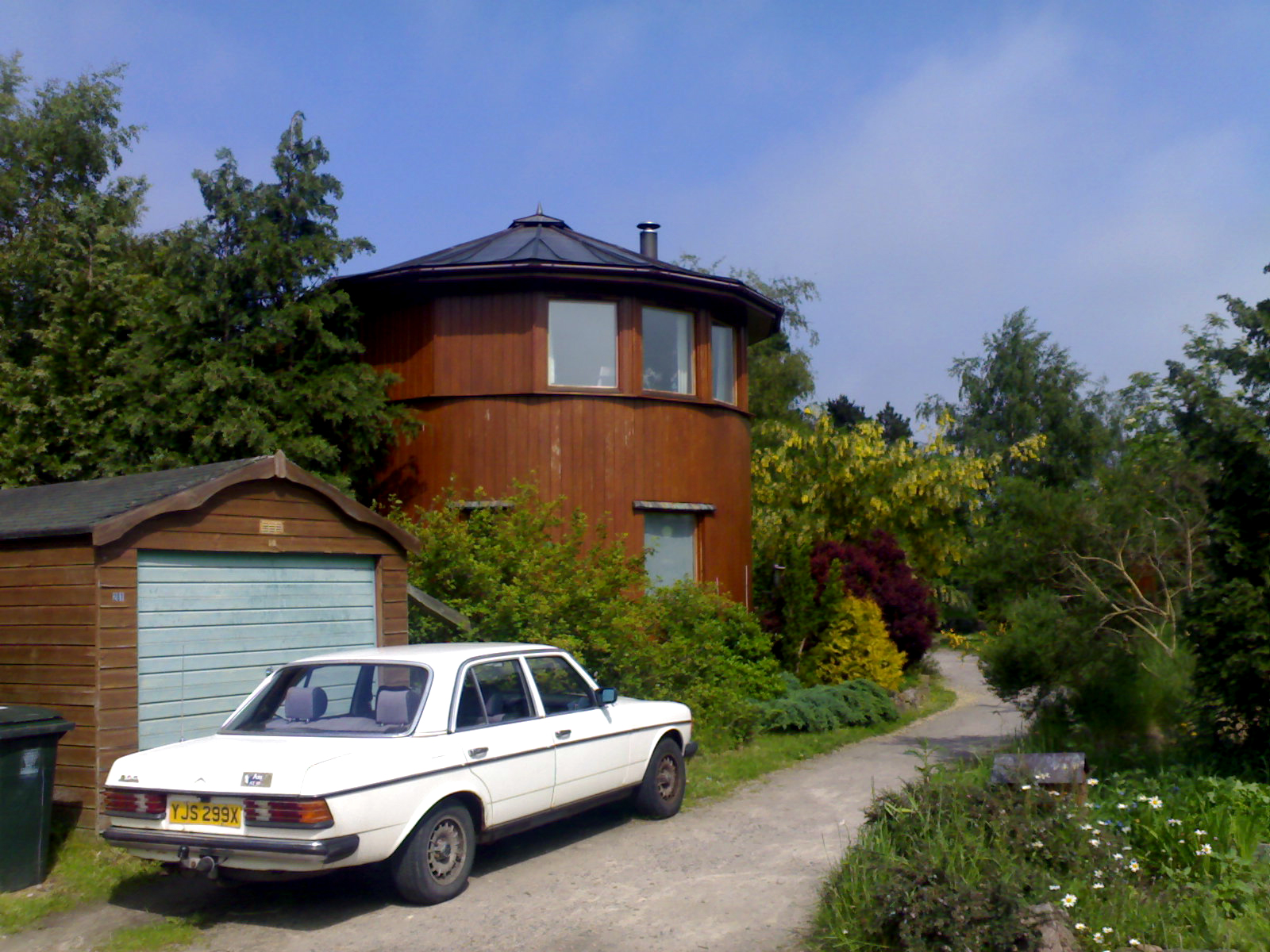
Ecovila: Habitação reciclada na Comunidade, feita a partir de antigos tonéis de whisky.

A Findhorn Foundation é uma associação sem fins lucrativos, cujos membros mantêm um modo e vida comunitária e de partilha. Foi uma das primeiras ecovilas a serem formadas, e hoje uma das mais importantes, sendo um exemplo em diversas diversas áreas como sustentabilidade, economia local e educação holística.
Se tornou também conhecida pelo seu trabalho com as plantas e na comunicação com a Natureza, constituindo, actualmente, um centro de educação espiritual e holística que vive e trabalha em estreita colaboração com outras organizações e indivíduos com o intuito de participarem em seminários (workshops) e retiros.
No decorrer dum período de desemprego no qual o casal constituído por Peter e Eileen Caddy se dedicou à prática de agricultura orgânica como forma de reforçar o orçamento familiar, perto de Findhorn, no nordeste da Escócia, deram origem à formação duma comunidade.
Essa experiência revelou-se tão eficaz e notável que acabou por atrair a atenção da opinião pública inglesa e, a convicção generalizada de que Peter Caddy, Eileen Caddy (sua esposa) e Dorothy Maclean (que entretanto se lhes juntara, tendo ido viver para uma dependência da habitação do casal), tinham tanto êxito com as suas plantas graças à intervenção divina, que seria como que uma recompensa pelo seu empenho espiritual, levou a que a BBC lhes tivesse dedicado um programa em 1965, que terá sido o ponto de arranque da comunidade que viriam a formar ainda nesse ano, apoiada nas práticas espirituais dos seus três fundadores.
A Comunidade, que passou a ser conhecida como Fundação Findhorn, ou mais propriamente Findhorn Foundation, em inglês, tem vindo a crescer ao longo dos anos, tendo por inúmeras vezes sido a base de documentários televisivos, nomeadamente por parte da BBC, destacando-se mais recentemente a série “The Haven”, produzida pelo Channel 4 em 2004.

Dorothy deixou a Fundação em 1973, tendo ido para a América do Norte, onde fundou uma organização educativa.
Entretanto, em 1979, Peter Caddy abandonou a comunidade da qual fora co-fundador.
Eileen, permaneceu na comunidade até 2006, ano em que faleceu.

De acordo com os seus fundadores, a Findhorn Foundation não impõe aos seus membros nenhuma doutrina ou crença formal, acreditando que a humanidade está envolvida num processo de expansão evolutiva da consciência, gerando novos comportamentos para a civilização, assim como uma cultura planetária impregnada de valores espirituais.